# Mikołaj (Byczkowski)
Mikołaj, imię świeckie Orest Byczkowski (ur. 14 grudnia?/26 grudnia 1893 w Iwanowyczach, zm. 3 czerwca 1981 w Permie) – rosyjski biskup prawosławny.

## Życiorys
Był synem duchownego prawosławnego. W 1915 ukończył seminarium duchowne w Żytomierzu i po wstąpieniu w związek małżeński został wyświęcony na diakona (17 maja 1915) i na kapłana (25 maja tego samego roku). Pracę duszpasterską prowadził w różnych cerkwiach Żytomierza. W 1922 jego żona zmarła. Duchowny kontynuował działalność duszpasterską do 1928, gdy został aresztowany pod zarzutem prowadzenia agitacji antyradzieckiej. Dalszy przebieg śledztwa w jego sprawie i represje, jakim mógł podlegać, nie są znane. W 1937 został aresztowany po raz drugi i skazany na 10 lat łagrów. Odbył całość wyroku.
W 1947 został proboszczem parafii św. Dymitra w Kamence, zaś cztery lata później – parafii św. Jerzego w Niskach. W kwietniu tego samego roku został przeniesiony do eparchii swierdłowskiej i podjął służbę w cerkwi Kazańskiej Ikony Matki Bożej w Niżnym Tagile. Od 1953 był jej proboszczem oraz dziekanem V dekanatu eparchii swierdłowskiej. Po dwóch latach przeniesiono go do parafii św. Jana Chrzciciela w Swierdłowsku, działającej przy soborze katedralnym, oraz powierzono mu zadania dziekana I dekanatu. Od 1957 do 1958 służył z kolei w soborze katedralnym w Permie. W 1960 przeniesiony po raz kolejny, tym razem do eparchii żytomierskiej, gdzie służył w cerkwi św. Jakuba (1960-1962) oraz w soborze Przemienienia Pańskiego (1962-1968). W 1964 Święty Synod Rosyjskiego Kościoła Prawosławnego nominował go na biskupa smoleńskiego i dorogobuskiego, jednak decyzja ta została cofnięta z uwagi na chorobę duchownego.
20 lipca 1971 złożył wieczyste śluby mnisze, cztery dni później otrzymał godność archimandryty, zaś 28 czerwca 1971 w soborze św. Włodzimierza w Kijowie został wyświęcony na biskupa kurskiego i biełgorodzkiego. W chirotonii jako konsekratorzy wzięli udział metropolici kijowski i halicki Filaret, chersoński i odeski Sergiusz, arcybiskupi żytomierski i owrucki Palladiusz, charkowski i bohoduchowski Nikodem oraz biskup perejasławsko-chmielnicki Sawa. Po trzech latach hierarcha został przeniesiony do eparchii permskiej i solikamskiej, otrzymując równocześnie godność arcybiskupa. W eparchii permskiej zasłynął jako znakomity kaznodzieja.
W 1980 duchowny nagle zachorował. Zmarł w nocy 3 czerwca 1981, do końca życia pozostając ordynariuszem eparchii permskiej. Został pochowany w soborze Trójcy Świętej w Permie.